# Salomonzee
De Salomonzee is een randzee van de Grote Oceaan.
De zee wordt in het zuidwesten begrensd door Papoea-Nieuw-Guinea en in het noorden door het eiland Nieuw-Brittannië. De oostelijke begrenzing zijn de Salomonseilanden. In het zuiden van de zee liggen de Kiriwina-eilanden. In de zee bevinden zich enkele troggen van meer dan 9000 meter diep.
Ten noordwesten ligt de Bismarckzee en ten zuiden de Koraalzee.

## Geschiedenis
Tijdens de Tweede Wereldoorlog was de Salomonzee het toneel van diverse zeeslagen, waaronder de
zeeslag bij het eiland Savo en de Zeeslag bij de Oostelijke Salomonseilanden.

## Eilanden
De volgende eilandengroepen liggen in de Salomonzee:
- Alcester
- Conflict-groep
- Engineer-groep
- Marshall Bennetteilanden
- D'Entrecasteaux-eilanden
- Kiriwina-eilanden